# Kees Luesink
C.J.G. (Kees) Luesink (Zutphen, 21 januari 1953 – Doesburg, 27 december 2014) was een Nederlandse politicus voor GroenLinks.
Luesink studeerde af als medisch socioloog aan de Radboud Universiteit Nijmegen. Hij had diverse werkkringen in de gezondheidszorg, onder andere als psychiatrisch verpleegkundige bij psychiatrisch ziekenhuis Groot Graffel te Warnsveld, als docent, als zelfstandige met een eigen onderzoeksbureau en als interim-manager.
Luesink was fractievoorzitter in de Zutphense gemeenteraad voor GroenLinks en daarvoor voor de Politieke Partij Radikalen (PPR) en was daarna van 1998 tot 1 december 2008 wethouder in Zutphen, verantwoordelijk voor financiën, grondzaken en sociale zaken. Verder was hij tussen 2000 en 2005 lid van het landelijk bestuur van GroenLinks.
Sinds 1 december 2008 was Luesink burgemeester van Doesburg. Van augustus 2010 tot maart 2011 werd hij vanwege gezondheidsproblemen tijdelijk vervangen door Ella Schadd-de Boer. Op 15 december 2014 legde hij wederom zijn functie neer met Gosse Noordewier als vervanger. 
Kees Luesink overleed eind 2014 op 61-jarige leeftijd aan de gevolgen van kanker. Hij werd begraven op de Algemene begraafplaats te Zutphen.